# Port lotniczy Al-Bakr
Port lotniczy Al-Bakr (IATA: XQC, ICAO: ORBD) - port lotniczy położony w mieście Balad, w Iraku. Obecnie funkcjonuje jako amerykańska wojskowa baza lotnicza. 19 grudnia 2009 roku odbyła się tam specjalna gala wrestlingu federacji WWE - WWE Tribute to the Troops.